# بثار الراحة والأخمص
البثار الراحي الأخمصي أو بثار الراحة والأخمص (بالإنجليزية: Pustulosis palmaris et plantaris أو Pustulosis of palms and soles أو  "Palmoplantar pustulosis أو Persistent palmoplantar pustulosis أو Pustular psoriasis of the Barber type أوPustular psoriasis of the extremities)‏ هو جلاد بثاري متكرر مزمن يحدث فقط في منطقتي ؤاحة اليدين وأخمص القدمي، يمتاز من الناحية النسيجية بوجود حويصلات داخل البشرة مليئة بالخلايا الحبيبية المتعادلة.:411,628:204